# Nida (rivière)
Pour les articles homonymes, voir Nida.
La Nida est une rivière du sud de la Pologne, un affluent de la rive gauche de la haute Vistule.

## Géographie
Elle a une longueur de 88 km et son bassin hydrographique recouvre une surface de 3 862 km2.
De l’amont vers l’aval, la Nida traverse les localités suivantes :
- Pińczów, Wiślica, Nowy Korczyn